# Margaret Lockwood
Margaret Lockwood (eigentlich Margaret Mary Lockwood Day) (* 15. September 1916 in Karatschi; † 15. Juli 1990 in Kensington, London) war eine britische Schauspielerin.

## Karriere
Lockwood wurde als Tochter eines englischen Eisenbahnverwaltungsbeamten in Britisch-Indien geboren. Sie kehrte schon als Kind nach der Scheidung der Eltern mit ihrer Mutter und ihrem Bruder nach Großbritannien zurück. Ihr Bühnendebüt gab sie mit zwölf Jahren als Fee in einer Aufführung von Shakespeares Ein Sommernachtstraum. Ausgebildet wurde sie an der Londoner Royal Academy of Dramatic Art, wo sie von einem Talentsucher entdeckt wurde. 1935 debütierte sie in der britischen Verfilmung des Romans Lorna Doone und stieg in der Folgezeit rasch zu einem beliebten Star des nationalen Kinos auf. 1938 war Lockwood in Alfred Hitchcocks Eine Dame verschwindet an der Seite von Michael Redgrave zu sehen und bekam daraufhin einen Vertrag mit 20th Century Fox und drehte 1939 in Hollywood Rulers of the Sea mit Douglas Fairbanks jr. und Susanna of the Mounties mit Shirley Temple. Unzufrieden mit den Rollenangeboten in den USA kehrte Lockwood unmittelbar nach Kriegsbeginn zurück nach England.
1943 wurde Lockwood an der Seite von James Mason mit The Man in Grey, einem düsteren Melodrama aus der Zeit von Königin Viktoria, zum größten weiblichen Star der Kriegsjahre, noch vor Anna Neagle. Mason verführte als degenerierter Adliger Lockwood, treibt sie zum Verrat an ihrer besten Freundin, Phyllis Calvert, und peitschte sie am Ende in einem Anfall von Wahnsinn mit einer Reitpeitsche zu Tode. Der überragende finanzielle Erfolg des Streifens begründete das Genre der Gainsborough Gothic, Filmen, die abenteuerliche Frauenschicksale vor historischer Kulisse präsentierten. Ihren größten Erfolg hatte Lockwood mit The Wicked Lady, der sie 1945 als hochgeborene Dame der besseren Gesellschaft bei Tag und rücksichtslose Mörderin und Wegelagerin bei Nacht zeigte, deren sexuelle Gier am Ende ihren Untergang herbeiführt. Neben Madonna of the Seven Moons mit Phyllis Calvert war der Streifen einer der größten Kassenerfolge des britischen Kinos bis dahin. Gegen Mitte der 1950er ging Lockwoods Filmkarriere allmählich zu Ende und sie beendete 1955 mit dem Thriller Cast a Dark Shadow ihre Laufbahn. 1971 bis 1974 war Lockwood in der Fernsehserie Justice zu sehen.
1980 wurde Lockwood zum Commander of the British Empire ernannt. Ihre Tochter Julia Lockwood war ebenfalls Schauspielerin.

## Filmografie
- 1934: Lorna Doone
- 1935: Honours Easy
- 1935: Man of the Moment
- 1935: Midshipman Easy
- 1935: Some Day
- 1935: The Case of Gabriel Perry
- 1936: Irish for Luck
- 1936: Jury's Evidence
- 1936: The Amateur Gentleman
- 1936: The Beloved Vagabond
- 1937: Doctor Syn
- 1937: Melody and Romance
- 1937: The Street Singer
- 1937: Who's Your Lady Friend?
- 1938: Bank Holiday
- 1938: Eine Dame verschwindet (The Lady Vanishes)
- 1938: To the Victor
- 1939: A Girl Must Live
- 1939: Herrscher der Meere (Rulers of the Sea)
- 1939: Fräulein Winnetou (Susannah of the Mounties)
- 1940: Die Sterne blicken herab (The Stars Look Down)
- 1940: Night Train to Munich
- 1940: The Girl in the News
- 1941: Eine ruhige Hochzeit (Quiet Wedding)
- 1943: Alibi
- 1943: Der Herr in Grau (The Man in Grey)
- 1943: The Randolph Family
- 1944: Give Us the Moon
- 1944: Cornwall Rhapsodie (Love Story)
- 1945: Es blieb etwas zurück (A Place of One's Own)
- 1945: Musikpiraten (I'll Be Your Sweetheart)
- 1945: Die Frau ohne Herz (The Wicked Lady)
- 1946: Bedelia (Bedelia)
- 1947: Der kupferne Berg (Hungry Hill)
- 1947: Symbol des Glücks (The White Unicorn)
- 1947: Zigeunerblut (Jassy)
- 1948: Es begann in Rio (Look Before You Love)
- 1949: Tolle Tage (Cardboard Cavalier)
- 1949: Die Rivalin (Madness of the Heart)
- 1950: Lebensgefährlich (Highly Dangerous)
- 1952: Trents letzter Fall (Trent's Last Case)
- 1954: Anna von Singapur (Laughing Anne)
- 1954: Scherereien mit seiner Lordschaft (Trouble in the Glen)
- 1955: Dämon der Frauen (Cast a Dark Shadow)
- 1976: Cinderellas silberner Schuh (The Slipper and the Rose)